# Antoine (Arkansas)
Antoine es un pueblo ubicado en el condado de Pike en el estado estadounidense de Arkansas. En el Censo de 2010 tenía una población de 117 habitantes y una densidad poblacional de 89,28 personas por km².

## Geografía
Antoine se encuentra ubicado en las coordenadas 34°2′5″N 93°25′17″O / 34.03472, -93.42139. Según la Oficina del Censo de los Estados Unidos, Antoine tiene una superficie total de 1.31 km², de la cual 1.29 km² corresponden a tierra firme y (1.38%) 0.02 km² es agua.

## Demografía
Según el censo de 2010, había 117 personas residiendo en Antoine. La densidad de población era de 89,28 hab./km². De los 117 habitantes, Antoine estaba compuesto por el 90.6% blancos, el 6.84% eran afroamericanos, el 0% eran amerindios, el 0.85% eran asiáticos, el 0% eran isleños del Pacífico, el 0% eran de otras razas y el 1.71% pertenecían a dos o más razas. Del total de la población el 1.71% eran hispanos o latinos de cualquier raza.